# Universalromantikken
Universalromantikken (1800-1807) er en delperiode i Romantikken, hvor grundtanken er, at alt dybest set er et. Der er en dybere mening bag alt, og gud er overalt i sit skaberværk, eller at alting er beåndet og alting således er Gud. Det kaldes panteisme. Også spørgsmålet om den svundne guldalder, da guderne gik på jorden er central i universalromantikken, hvor man ser historien som en organisme ligesom naturen. Man håber også på, at der efter samtiden vil opstå endnu en storhedstid på højde med guldalderen.

## Organismetanken
Organismetanken er universalromantikkens ord for helhedssynet på universet og livet. Begrebet dækker over, at alt hænger sammen, hele universet er en stor organisme, og alt er gennemtrængt af en altomfattende bevidsthed eller ånd. Den gennemløbende ånd identificeres med naturen og ikke med Gud. Organismetanken kan bl.a. Ses i citatet fra Schelling: ”ånden slumrer i stenen, drømmer i planten, vågner i dyret og kommer til bevidsthed i mennesket”.

### Platonisme
Platonisme er også et symbol på universalromantikken. Platonismen fortæller hvordan den synlige verden holder sjælen indespærret. Jorden ses f.eks. som sansernes fængsel, eller blot et fængsel. Nyplatonismen bygger videre på Platons tanke om, at verden er delt i et åndeligt og et jordisk rige. Han mente, at sjæl og krop udgjorde to forskellige størrelser, hvor sjælen hører hjemme i ideernes verden, hvor der er kosmologisk orden, og kroppen hører hjemme i fænomenernes verden, hvor der hersker kaos.
Forfattere som Schack Staffeldt har beskrevet denne tankegang og har bl.a. skrevet det kendte digt ”indvielsen”.

## Kunst
Organismetanken bliver vist i billeder, ved at himmel og jord bliver forbundet. Det, der bliver vist på billeder og som man hovedsageligt ser på billeder fra universalromantikken, er naturen, som bliver vist som noget guddommeligt, smukt og idyllisk. Litteraturen fra denne periode, er også spækket med idyl.

### Kunstnerens rolle
Kunstneren bliver betragtet som et geni, der har adgang til den åndelige verden. Gennem sine værker formår kunstneren at koble jorden og det guddommelige sammen.
Adam Oehlenschläger er en af de fremtrædende kunstnere i universalromantikken.

## Universalromantikken i Danmark
Til Danmark nåede universalromantikken for alvor i 1802, da filosoffen og naturforskeren Henrich Steffens (1773-1845) kom til København efter at have opholdt sig nogle år i Tyskland. Her havde han stiftet bekendtskab dels med Schellings naturfilosofi, dels med litteraturteoretikeren Friedrich von Schlegels (1772-1829) ideer om en ny slags digtning. Schlegel talte for et brud med det 18. århundredes klassicisme, der lagde stor vægt på, at man ikke måtte sammenblande genrerne. Ifølge Schlegel var det netop det, man skulle gøre: poesi skulle blandes med prosa og alvor med humor i det, som Schlegel kaldte "en progressiv universalpoesi". Litteratur skulle ikke længere være noget, der blot skulle opdrage eller underholde. I den romantiske forestillingsverden var digteren et geni. En særligt udvalgt, som gennem sine værker kunne give sin samtid ny indsigt og skabe forbindelse mellem det jordiske og det himmelske.